# NGC 1738
NGC 1738 (również PGC 16585) – galaktyka spiralna z poprzeczką (SBbc), znajdująca się w gwiazdozbiorze Zająca. Odkrył ją 11 grudnia 1885 roku Ormond Stone.
Oddziałuje grawitacyjnie z sąsiednią NGC 1739. Dla ziemskiego obserwatora galaktyki te częściowo nakładają się na siebie, NGC 1738 znajduje się jednak dalej od Ziemi.